# КрАЗ H12.2
КрАЗ Н12.2 (англ. KrAZ H12.2) — крупнотоннажный грузовой автомобиль-шасси производства АвтоКрАЗ с компоновочной схемой «кабина над двигателем» и колесной формулой 4х2.
КрАЗ Н12.2 оборудован двигателем ЯМЗ-536 (Евро-4) с крутящим моментом 1230 Нм, оборудованным системой рециркуляции выхлопных газов и глушителем отработавших газов со встроенным каталитическим нейтрализатором, однодисковым сцеплением MFZ-430 и коробкой передач 9-ст. 9JS150ТА. Конструкция двигателя позволяет без существенных затрат достичь показателей Евро-5. Кабина каркасная, из стеклопластиковых панелей на стальном каркасе.

## Модификации

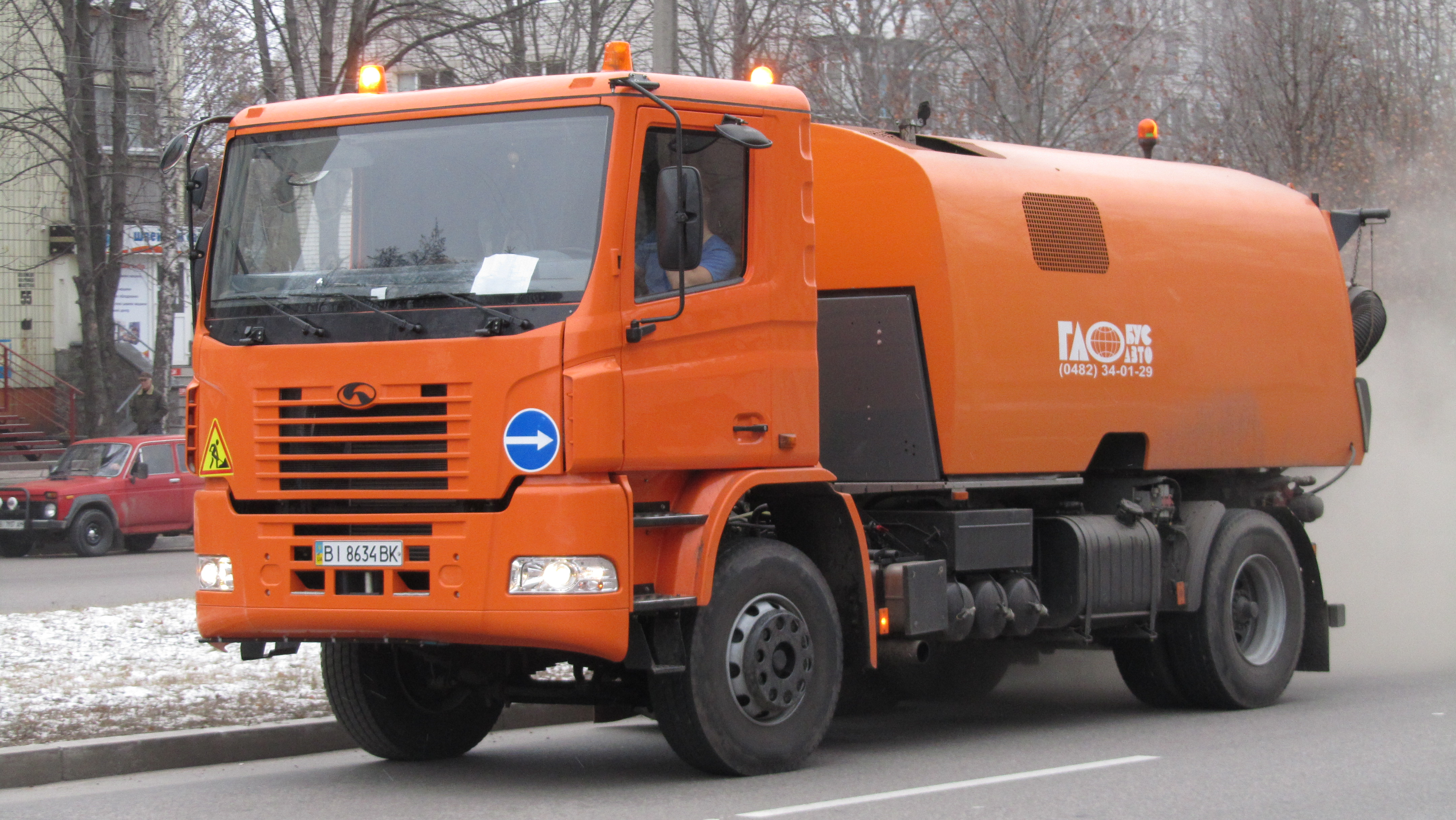
Вакуумная подметально-уборочная машина КрАЗ К12.2

- КрАЗ Н12.0 - исследовательская модель с кабиной производства АвтоКрАЗ, разработана в 2010 году;
- КрАЗ Н12.2 - базовая модель с кабиной производства АвтоКрАЗ, впервые представлена в 2010 году[1];
- КрАЗ Н12.2R - модификация с кабиной от грузовика Renault Kerax;
- КрАЗ Н12.2M (КрАЗ-5544) - модификация с лицензионной кабиной MAN TGA (сентябрь 2014 года);
- КрАЗ Н12.2-УЯР-01 - дорожно-ремонтная комбинированная машина предназначена для механизации ямочного ремонта асфальтобетонных покрытий дорожного полотна;
- КрАЗ К12.2 - автомобили специального назначения на шасси КрАЗ Н12.2;
- КрАЗ-5401 - автомобиль-шасси с кабиной от грузовика Renault Kerax и двигателем Mercedes-Benz M906LAG 6,8 л мощностью 279 л.с., работающий на метане.